# Plaza de toros de Villena
La plaza de toros de Villena es una de las escasas plazas de toros existentes en la provincia de Alicante, España. Se inauguró en el año 1924, con aforo para 10 000 personas. Se reinauguró el 26 de marzo de 2011.

## Tipología
Es una obra de interés por sus grandes dimensiones, su carácter macizo, su situación exenta y las características formales de su arquitectura: acceso y ventanas con arcos neoárabes apuntados, pilarcillos y aleros metálicos de último piso.

## Historia

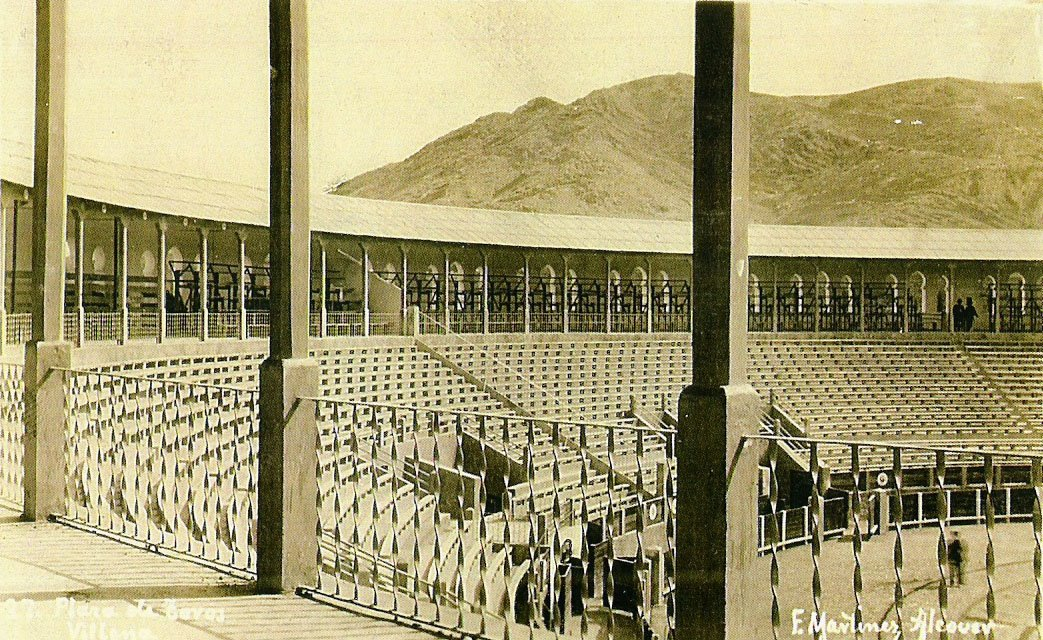
Interior de la plaza de toros en 1924

En esta plaza de toros torearon Antonio Ordóñez, Juan Antonio Ruiz "Espartaco", Francisco Rivera "Paquirri", Jaime Ostos, Manuel Benítez "El Cordobés" y Miguel Báez "Litri" (padre). El 7 de septiembre de 1959 en la plaza de toros de Villena estuvo presente, en la corrida de toros de los diestros Antonio Ordóñez, Francisco Antón "Pacorro" y Diego Puerta, el premio Nobel Ernest Hemingway.
Abandonada y en estado ruinoso desde hacía años, en 2007 se firmó un acuerdo para su rehabilitación y conversión en edificio multiuso. El plan de restauración incluía la cubrición con una cúpula y la construcción de una pirámide de cristal adyacente a la plaza. El 26 de marzo de 2011 se reinauguró como coso taurino y multiusos.